# 金家岭经济区

青岛金家岭经济区标志

金家岭经济区（也称“金家岭金融新区”、“金家岭金融聚集区”）是位于青岛市区东部的一个经济区。金家岭经济区最早于2012年青岛市政府工作报告中提出，2013年正式通过规划。金家岭经济区是全国首个“财富管理”金融综合改革试验区青岛市财富管理金融综合改革试验区的核心区。目前，金家岭经济区由南片区（金融核心区）、中片区（金融创智区）、北片区（金融服务区）三个片区组成，占地面积共23.7平方公里。
目前园区内建设有招商银行青岛分行、青岛金融中心大厦、青岛环球金融中心等金融场所。青岛市首家区域性股权交易市场青岛蓝海股权交易中心也设置在金家岭金融区内。2015年，金家岭金融区荣获“全国最佳金融改革创新示范区”荣誉称号。
目前，金家岭经济区的管理机构是青岛市人民政府的派出机构青岛金家岭经济区管理委员会，其与中共青岛市委青岛金家岭经济区工作委员会实行一个机构两块牌子的管理方式。